# Elektroerozija
Elektroerozijska obdelava (EDM – Electrical discharge machining) je obdelovalni proces, ki se vrši med elektrodo, ki služi kot orodje, in obdelovancem. Med njima se v majhni reži nahaja dielektrično olje. Generator z električnimi impulzi povzroča preboje izolacijske plasti v reži. Po preboju se vzpostavi kanal plazme, ki povzroči taljenje materiala, ki ga dielektrično olje odnaša stran.
Osnovni vidik teorije elektroerozijskega odvzema kovin je ta, da se s tem postopkom orodje-elektroda  prezrcali v obdelovanec. 